# Nicosulfuron
Nicosulfuron is de ISO-naam van een selectief herbicide uit de groep der sulfonylureumverbindingen. Het wordt gebruikt bij de teelt van maïs, voor de controle van jaarlijkse grasgewassen. Het is verkrijgbaar onder verschillende merknamen, waaronder Accent (DuPont), Inter Nicosulfuron (Iticon) en Samson (ISK Biosciences Europe). Het werd oorspronkelijk ontwikkeld door DuPont.

## Werking
Nicosulfuron is een systemisch na-opkomstherbicide. Het wordt via de bladeren en de wortels opgenomen en doorheen de plant getransporteerd. Het remt de werking van het plantenenzym acetolactaatsynthase (ALS). Hierdoor wordt de aanmaak van bepaalde aminozuren die nodig zijn voor de celdeling geblokkeerd en sterft de onkruidplant geleidelijk af. Het enzym ALS komt niet voor in mensen, vissen of vee.

## Regelgeving
De Europese Commissie heeft op 28 maart 2008 beslist om nicosulfuron als herbicide op te nemen in bijlage I bij Richtlijn 91/414/EEG (dit zijn de werkzame stoffen die de lidstaten van de EU kunnen toelaten), voor de periode van 1 januari 2009 tot 31 december 2018. Het wetenschappelijk onderzoek naar de risico's van nicosulfuron werd afgerond op 29 november 2007. Bijzondere aandacht moet besteed worden aan de bescherming van het grond- en oppervlaktewater in kwetsbare gebieden; van hogere waterplanten en van niet tot de doelsoorten behorende planten.

## Toxicologie en veiligheid
Nicosulfuron is een zwak zuur. Het is weinig acuut toxisch. De stof is niet opgenomen in de Europese lijst van gevaarlijke stoffen in bijlage I bij richtlijn 67/548/EEG. De aanvaardbare dagelijkse inname (ADI) ligt op 2 mg/kg lichaamsgewicht per dag.